# 원삼초등학교
원삼초등학교는 대한민국 경기도 용인시 처인구 원삼면 독성리에 있는 공립 초등학교이다.

## 학교 연혁
- 1920년 4월 5일 죽능리에 죽능강습소 개설
- 1923년 8월 2일 현위치인 원삼면 독성리 292번지에 2개 교실 신축
- 1924년 10월 9일 원삼공립보통학교(4년제 4학급) 개교
- 1927년 3월 19일 4년제 제1회 졸업식(24명)
- 1938년 3월 22일 6년제 제1회 졸업식(42명)
- 1938년 4월 1일 원삼공립심상소학교로 개칭
- 1941년 4월 1일 원삼공립국민학교로 개칭
- 1950년 2월 1일 좌항국민학교 분리
- 1971년 3월 1일 사창국민학교 분리
- 1981년 3월 10일 병설유치원 개원
- 1988년 3월 19일 청룡분교장 본교 편입
- 1994년 3월 1일 청룡분교장 본교 통합
- 1996년 3월 1일 원삼초등학교로 개칭
- 1997년 3월 1일 두창분교장 본교 편입
- 2006년 6월 22일 다목적실(급식실) 준공
- 2006년 12월 15일 소나무 책마을 도서관 개관
- 2012년 9월 1일 두창초등학교 승격으로 독립
- 2013년 6월 27일 인조잔디구장 완공
- 2017년 2월 16일 제91회 졸업식(10명졸업, 누계 7,406명)
- 2017년 3월 1일 6학급, 유치원 1학급 편성